# Захария Прибиславлевич
Захария Прибиславлевич (на сръбски: Захаријa Прибислављевић) е княз на Сърбия от династията на Властимировичите, управлявал през 922 – 924 година.
Роден е през 90-те години на IX век като син на княз Прибислав, който е свален от трона и живее в изгнание. През 920 година Захария е изпратен от император Роман I Лакапин в Сърбия, но по пътя е пленен от българския цар Симеон I, под чието влияние се намира Сърбия по това време. През 922 година Симеон поставя Захария на сръбския трон, отстранявайки ориентиралия се към съюз с Източната Римска империя Павле Бранович.
През 924 година Захария Прибиславлевич, подбуждан от византийците, се разбунтува срещу Симеон, като е подкрепен от много българи, недоволни от постоянните войни срещу Империята. Българският владетел изпраща срещу него военачалниците Теодор Сигрица и Мармаис, които претърпяват поражение, обезглавени са и главите им са изпратени като подарък на императора в уверение на сръбската лоялност. Това принуждава Симеон да сключи примирие с Империята и да се концентрира върху сръбския бунт – през 924 година той изпраща нова армия, водена от Часлав Клонимирович, който успява да прогони Захария в Хърватия. След този успех сръбската аристокрация е поканена в България, за да признае верността си към новия княз, но вместо това са избити и Симеон анексира Сръбското княжество.